# Тварогі-Випихи
Тварогі-Випихи (пол. Twarogi-Wypychy) — село в Польщі, у гміні Перлеєво Сім'ятицького повіту Підляського воєводства.
Населення — 72 особи (2011).
У 1975-1998 роках село належало до Ломжинського воєводства.

## Демографія
Демографічна структура станом на 31 березня 2011 року:
|          | Загалом | Допрацездатний вік | Працездатний вік | Постпрацездатний вік |
| -------- | ------- | ------------------ | ---------------- | -------------------- |
| Чоловіки | 36      | 8                  | 22               | 6                    |
| Жінки    | 36      | 7                  | 22               | 7                    |
| Разом    | 72      | 15                 | 44               | 13                   |